# ماثياس دي وولف
ماثياس دي وولف قالب:Lang-vls هو لاعب كرة قدم بلجيكي في مركز الوسط، ولد في 21 فبراير 2002 في لويفن في بلجيكا. لعب مع إن إي سي نيميخن.

## وصلات خارجية
- ماثياس دي وولف على موقع قاعدة بيانات كرة القدم.إي يو (الإنجليزية)
- ماثياس دي وولف على موقع Soccerway.com (الإنجليزية)
- ماثياس دي وولف على موقع عالم كرة القدم.نت (الإنجليزية)